# 酃湖
酃湖位於中国湖南省衡陽市珠晖区东郊酃湖乡，地处湘江、耒水之间，毗邻衡阳师范学院。建有衡阳酃湖水上乐园（酃湖水上度假中心）。
曾於2010年6月在當地玄碧塘市場內一個魚攤發現四條怪魚，嘴形像鴨，但嘴內牙齒卻像繡花針一樣的尖細，而且身體長滿了硬硬的鱗片。